# Kocourovy Lhotky
Kocourovy Lhotky (německy Kocour Lhotka) je osada, část okresního města Pelhřimov. Nachází se asi 7,5 km na východ od Pelhřimova. V roce 2009 zde byly evidovány čtyři adresy. V roce 2001 zde trvale žilo 7 obyvatel.
Kocourovy Lhotky leží v katastrálním území Jelcovy Lhotky o výměře 2,21 km2.